# Roger de Lauria
Roger I de Lauria, o de Loria (o Ruggiero di Lauria en italiano; Lauria, Lucania, Reino de Sicilia, 17 de enero de 1245-Cocentaina, Reino de Valencia, 19 de enero de 1305), fue un marino y militar italiano procedente del Mezzogiorno peninsular, al servicio de la Corona de Aragón.
Fue almirante de la flota de la Corona de Aragón y de Sicilia, la cual dirigió brillantemente durante todo el reinado de Pedro III el Grande de Aragón. Se le concedió el condado de Cocentaina (Alicante) como recompensa por su trayectoria militar al servicio de la Corona de Aragón.

## Biografía

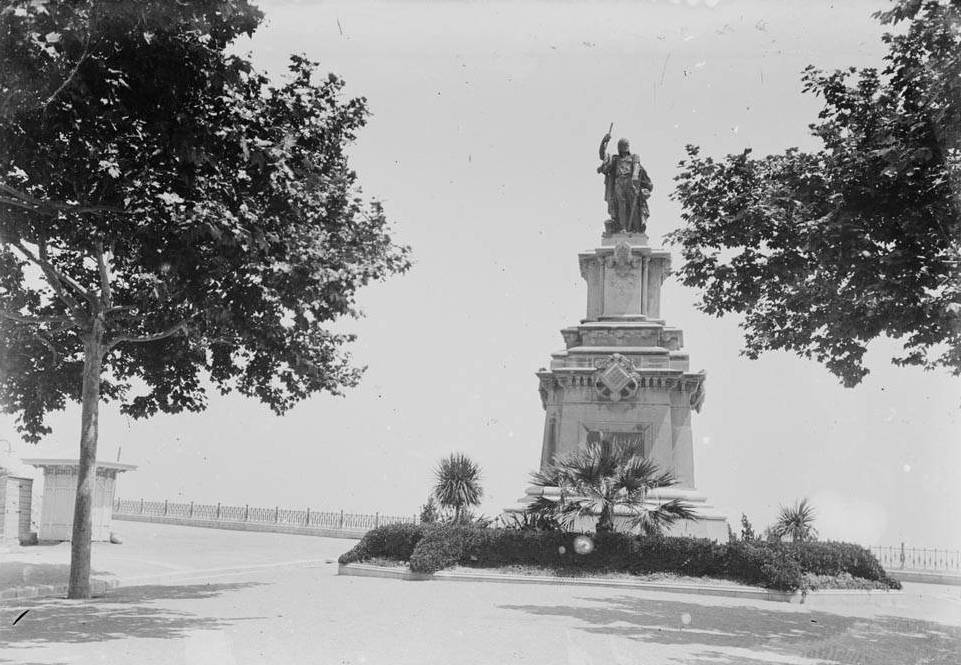
Estatua de Roger de Lauria en Tarragona.

Nació el 17 de enero de 1245 en Lauria (Lucania), hijo de Riccardo di Lauria y de Donna Bella d'Amico (nodriza de Constanza Hohenstaufen, más tarde esposa de Pedro III de Aragón), a la que acompañó siendo niño. Era sobrino del conde Guglielmo d’Amico, barón de Ficarra (Sicilia), hermano de Donna Bella. Sus familiares tuvieron feudos en Sicilia, Calabria y Lucania (en el municipio siciliano de Ficarra; en el calabrés de Scalea y en el colindante municipio lucano de la Lauria; siendo este último feudo el que dio el apellido a su familia paterna: di Lauria), aunque tanto la familia de su madre (d'Amico), como la de su padre, perdieron todos sus bienes y posesiones, confiscados por Carlos de Anjou.
Aprovechó su estancia en la corte de Aragón para educarse en el arte de las armas, además de cultivar su intelecto. En la crónica de Ramón Muntaner se indica que fue educado en la cultura catalana: «en axí apreseren del cathalanesch de cascún loch de Cathalunya e del regne de València» La proximidad hizo estrechar los lazos de amistad con Pedro III de Aragón, futuro rey, que más adelante lo armó caballero junto a Corrado Lancia, que con el trascurso del tiempo se convertiría en su cuñado, ya que una hermana de Corrado se casó con Ruggiero.
En Messina, el 20 de abril de 1283, el rey Pedro III de Aragón lo nombra Almirante de la Corona de Aragón.
Defendió Sicilia y los derechos de los reyes de la Corona de Aragón contra los angevinos tras las Vísperas sicilianas, derrotando a una flota francesa al mando de Carlos de Anjou en las inmediaciones de Malta. En 1284 derrotó al príncipe angevino de Tarento (heredero del trono napolitano) en la bahía de Nápoles y realizó una espectacular campaña en Calabria. Posteriormente fue a Cataluña, a petición de Pedro III de Aragón, para hacer frente a los franceses. La victoria más destacable que obtuvo fue sobre la flota francesa de Felipe III, en la batalla de Formigues, los días 3 y 4 de septiembre de 1285. De esa forma rompió las líneas de comunicaciones de los invasores franceses en Cataluña y arruinó completamente el poder naval francés de la época. También tomó parte en la batalla del Collado de las Panizas (en catalán, Coll de Panissars) en 1285. Totalmente derrotadas, las tropas francesas abandonaron ese año los territorios de la corona de Aragón en Cataluña.
Los triunfos del almirante de Lauria estuvieron basados en innovaciones técnicas. Los ataques no se basaban únicamente en el abordaje y el uso de la espada, sino en el empleo de espolones y de ballestas, ya fueran de mano o, en el caso de las más grandes, montadas en parapetos situados en los barcos.
Las hazañas del marino en el mar Mediterráneo fueron notables.  Interpelado por el conde de Foix, emisario del rey de Francia, el cronista Bernat Desclot pone en boca Roger de Lauria (1285): 

«Señor, no sólo no pienso que galera u otro bajel intente navegar por el mar sin salvoconducto del rey de Aragón, ni tampoco galera o leño, sino que no creo que pez alguno intente alzarse sobre el mar si no lleva el sello con la enseña del rey de Aragón en la cola para mostrar el salvoconducto del rey aragonés.»
Cortes de Aragón: la bandera de Aragón

Al acceder Jaime II al trono de Aragón, tendría que haber cedido el trono siciliano a los angevinos con los que había firmado la paz. Sin embargo, su hermano menor Federico aceptó la corona que le habían ofrecido los sicilianos y luchó por la corona contra los angevinos y su hermano. Aunque al principio Roger apoyó a Federico, poco después se puso al servicio de Jaime. Confiscados sus territorios sicilianos y tildado de traidor, venció al infante Federico en Capo d'Orlando y Ponza. Firmada la Paz de Caltabellota en 1302 entre ambos hermanos, Roger se retiró a su condado en Cocentaina, donde murió.
Fue enterrado en Santes Creus, un monasterio cisterciense, al pie del sepulcro de Pedro el Grande de Aragón. También se le dedicó un monumento al final de la Rambla Nova de Tarragona, obra del escultor Feliu Ferrer Galzeran.

## Influencias

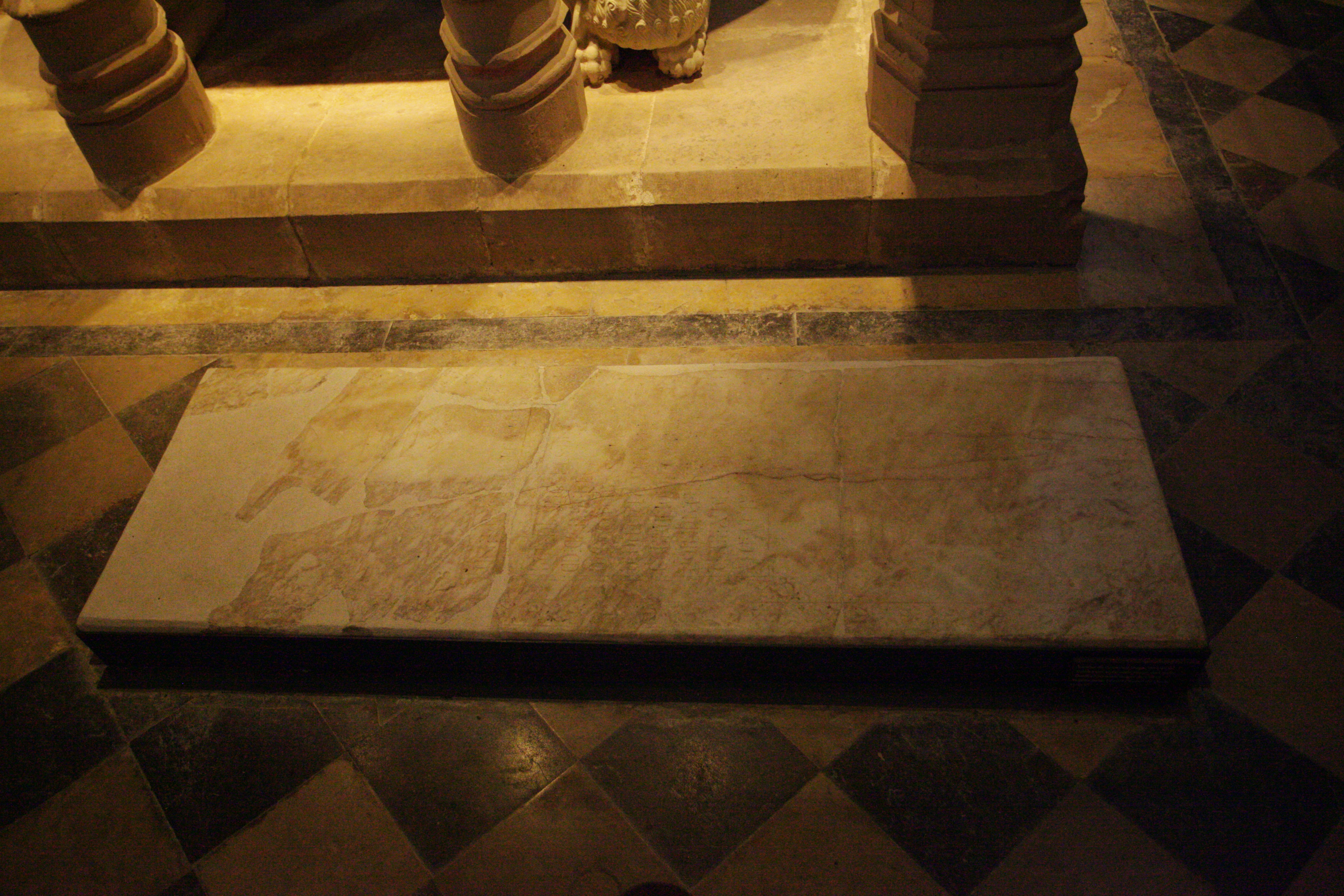
Tumba de Roger de Lauria en el monasterio de Santes Creus.

La Armada Española tenía la intención de nombrar la F-102 con el nombre de Roger de Lauria, pero finalmente decidió honrar la memoria del padre del rey Juan Carlos I nombrándola Almirante Juan de Borbón. Posteriormente encargó en 2006 la construcción de una fragata de la serie F-100 que recibiría su nombre.
En un nuevo cambio de opinión, reflejado en el Boletín Oficial de Defensa del 26 de agosto de 2009, se decidió que la F-105 lleve el nombre de "Cristóbal Colón", nombre igualmente tradicional en la Armada.
Según datos del Ministerio de Defensa, este propondría nombrar la segunda de la próxima serie de fragatas F110 con su nombre.
La II Bandera de la Brigada Paracaidista del Ejército de Tierra español lleva su nombre.

## Matrimonios y descendencia
Contrajo matrimonio en julio de 1279 con Margarita Lanza (Margherita Lancia), hija de Galeotto Lancia, conde de Atri, muerto en combate en 1268, y de su esposa Gubitosa d'Aquino, hija de Tommaso II d'Aquino (m. 1273), conde de Acerra, pariente de santo Tomás de Aquino, y de su esposa Margherita di Svevia o di Hohenstaufen, hija natural del emperador Federico II del Sacro Imperio Romano Germánico, naciendo de este matrimonio: 
- Roger II de Lauria, quien contrajo matrimonio en 1321 con la noble Faida de Mauleó.[12]
- Beatriz de Lauria (m. c. 1346), I señora de Cocentaina, casada en 1296 con Jaime II de Jérica, II barón de Jérica, Liria, Andilla y Altura, y alférez mayor de Aragón, hijo de Jaime I de Jérica y de su esposa y pariente Elfa Álvarez de Azagra, y nieto paterno de Jaime I de Aragón, el Conquistador, y de su tercera esposa Teresa Gil de Vidaure.[13] Fueron padres, entre otros, de Jaime III de Jérica, Pedro I de Jérica —yerno de Hugo II de Arborea— y Beatriz de Jérica, esposa de Pedro Ponce de León el Viejo, y abuelos maternos de Beatriz Ponce de León, amante del rey Enrique II de Castilla, con descendencia.
- Jofredina de Lauria, esposa de Ot de Montcada, IX senescal de Cataluña[14]

Roger volvió a casar en 1285 con Saurina de Entenza, hija de Berenguer de Entenza y de su esposa, de la que tuvo descendencia: 
- Giovanni de Lauria
- Carlo de Lauria Entenza (c.1292-1310), señor de Lauria del 1308 al 1310
- Margaretta de Lauria (c.1294-c.1343), casada con Bernat de Vilaragut
- Niccolò de Lauria Entenza, señor de Taormina (signore della porta di Taormina) en 1338,[15] y de su esposa Albertina Abbate.[16]
  - Elisabetta de Lauria, señora de Taormina,[17] que casó con Francesco II de Ventimiglia, XIII conde de Geraci, Virrey de Sicilia.[18]
- Ruggero Berenguer de Lauria Entenza (m. c.1328), señor de Lauria, Lagonegro, Ravello, Maratea, Castelluccio, Rotonda, Papasidero y Laveno en 1305; señor de Scalea y Mileto en 1310
- Roberto de Lauria, muerto antes que su padre.